# Suzan Ball
Suzan Ball (Jamestown, 3 febbraio 1934 – Los Angeles, 5 agosto 1955) è stata un'attrice statunitense.

## Biografia
Dopo aver vissuto per un breve periodo a Miami, quindi a Buffalo (New York), si trasferì a Washington per studiare alla Kenmore Junior High School. Negli anni della scuola sviluppò un certo talento vocale in occasione di recite scolastiche e in seguito, per un certo periodo si esibì come cantante nell'orchestra di Mel Baker.
Giunta a Hollywood, nel 1951 superò con successo un provino con gli Universal Studios e ottenne due ruoli non accreditati nelle pellicole La lampada di Aladino (1952) e Il mondo nelle mie braccia (1952). Bruna e avvenente, la giovane attrice apparve successivamente accanto ai maggiori divi dell'epoca, come Joseph Cotten nel western La frontiera indomita (1952), Jeff Chandler in Il pirata yankee (1952) e Il maggiore Brady (1953), Anthony Quinn e Robert Ryan in La città sommersa (1953).
Nel 1953, durante le riprese della pellicola d'avventura Ad est di Sumatra, in cui ebbe nuovamente come partner Jeff Chandler e Anthony Quinn, la Ball si infortunò alla gamba destra durante le riprese di una scena di danza. Poco tempo dopo le venne diagnosticato un tumore sviluppatosi nell'arto infortunato, che venne ulteriormente aggravato da una caduta occorsa all'attrice tra le mura domestiche. Il peggioramento delle sue condizioni costrinse i medici ad amputarle la gamba nel gennaio 1954. Pochi mesi dopo l'intervento, nell'aprile del 1954 la Ball sposò l'attore Richard Long.
L'attrice affrontò con determinazione la malattia e continuò a recitare. Nel 1954 apparve in un episodio della serie antologica Lux Video Theatre e successivamente fu protagonista del western Furia indiana (1955), accanto a Victor Mature. Nel maggio del 1955 iniziò un tour di spettacoli nei night club, tuttavia le sue condizioni si aggravarono. Nel mese di luglio, girando una scena della serie televisiva Climax!, ebbe un malore e fu ricoverata in ospedale, ove i medici scoprirono che il cancro si era diffuso ai polmoni.
Suzan Ball morì il 5 agosto 1955 a Beverly Hills, all'età di 21 anni. Fu sepolta al Forest Lawn Memorial Park Cemetery, a Glendale (California).

## Filmografia
- La lampada di Aladino (Aladdin and His Lamp), regia di Lew Landers (1952)
- Il mondo nelle mie braccia (The World in His Arms), regia di Raoul Walsh (1952)
- La frontiera indomita (Untamed Frontier), regia di Hugo Fregonese (1952)
- Il pirata yankee (Yankee Buccaneer), regia di Frederick De Cordova (1952)
- La città sommersa (City Beneath the Sea), regia di Budd Boetticher (1953)
- Ad est di Sumatra (East of Sumatra), regia di Budd Boetticher (1953)
- Il maggiore Brady (War Arrow), regia di George Sherman (1953)
- Lux Video Theatre - serie TV, 1 episodio (1954)
- Furia indiana (Chief Crazy Horse), regia di George Sherman (1955)

## Doppiatrici italiane
- Dhia Cristiani in La frontiera indomita, La città sommersa, Ad est di Sumatra
- Miranda Bonansea in Il maggiore Brady
- Andreina Pagnani in Il pirata yankee
- Lydia Simoneschi in Furia indiana